# Okrug Topoľčany
Okrug Topoľčany (slovački: Okres Topoľčany) nalazi se u zapadnoj Slovačkoj u Nitranskom kraju.  U okrugu živi 69 278 stanovnika, dok je gustoća naseljenosti 115,92 stan/km². Ukupna površina okruga je 597,63 km². Glavni grad okruga Topoľčany je istoimeni grad Topoľčany s 23 985 stanovnika.

## Stanovništvo
| Godina:     | 1994.  | 2004.   | 2014.   | 2024.   |
| ----------- | ------ | ------- | ------- | ------- |
| Broj ljudi: | 74 298 | 74 058  | 71 586  | 69 278  |
| Razlika:    |        | −0,32 % | −3,33 % | −3,22 % |

| Godina:     | 2023.  | 2024.   |
| ----------- | ------ | ------- |
| Broj ljudi: | 69 577 | 69 278  |
| Razlika:    |        | −0,42 % |

## Gradovi
Topoľčany

## Općine
| - Ardanovce - Belince - Biskupová - Blesovce - Bojná - Čeľadince - Čermany - Dvorany nad Nitrou - Hajná Nová Ves - Horné Chlebany - Horné Obdokovce - Horné Štitáre - Hrušovany - Chrabrany - Jacovce - Kamanová - Koniarovce - Kovarce | - Krnča - Krtovce - Krušovce - Kuzmice - Lipovník - Ludanice - Lužany - Malé Ripňany - Nemčice - Nemečky - Nitrianska Blatnica - Nitrianska Streda - Norovce - Oponice - Orešany - Podhradie - Prašice - Práznovce | - Preseľany - Radošina - Rajčany - Solčany - Solčianky - Súlovce - Svrbice - Šalgovce - Tesáre - Tovarníky - Tvrdomestice - Urmince - Velušovce - Veľké Dvorany - Veľké Ripňany - Vozokany - Závada |